# Bay Area Sex Worker Advocacy Network
Bay Area Sex Worker Advocacy Network (BAYSWAN) är en organisation i San Francisco Bay Area som arbetar för bättre löner och arbetsförhållanden samt mot diskriminering av personer som arbetar med olika former av sexarbete.
Carol Leigh, som även 1978 myntade begreppet sex work ('sexarbete'), var 1990 medgrundare av BAYSWAN. Hon har senare varit kontaktperson för organisationen, som vänder sig till kvinnor, män och transpersoner med erfarenhet av sexarbete.
Organisationen ger råd och information till forskare, media, lagstiftare och politiker. Organisationen grundades som ett kollektivt projekt sponsrat av San Francisco-baserade Exotic Dancers Alliance (EDA, som 1997/1997 etablerade sig som en fackförening för striptease-arbetare i San Francisco-området) och Coalition on Prostitution and Street Outreach Services Consortium. Den senare organisationen var i sin tur också en koalition, med följande grupper i nätverket: Asian AIDS Project, Haight Ashbury Free Clinics Inc., Institute for Community Health Outreach, New Leaf Community Services, Proyecto Contra SIDA Por Vida och Tenderloin AIDS Resource Center. Man samarbetar även med San Francisco Collaborative Against Human Trafficking (SFCAHT), i arbetet för att minska problemeet med människohandel och tvångsarbete relaterat till sexarbete.
BAYSWAN sponsrar the Prostitutes' Education Network (PENet), vilket är en webbplats där man tar upp olika frågor som berör sexarbete och sexarbetares rättigheter. PENet tillhandahåller bland annat artiklar om diskriminering, mänskliga rättigheter, våld, pornografi, konst, hälsa och trender inom lagstiftningen i USA och internationellt. 
Sedan 1999 har BAYSWAN och Leigh varit en av arrangörerna och sponsorerna till San Francisco Sex Worker Film and Arts Festival.